# Orbaneja Riopico
Orbaneja Riopico est un municipio (municipalité ou canton) situé dans le Nord de l’Espagne, dans la comarca (comté ou pays ou arrondissement) de Alfoz de Burgos, dans la Communauté autonome de Castille-et-León, province de Burgos.
Sa population était de 177 habitants en 2004.
Orbaneja Riopico est sur le Camino francés du Pèlerinage de Saint-Jacques-de-Compostelle.

## Démographie
| 1991 |  | 1996 |  | 2001 |  | 2004 |
| ---- |  | ---- |  | ---- |  | ---- |
| 151  |  | 137  |  | 175  |  | 177  |

## Culture et patrimoine

### Le Pèlerinage de Compostelle
Par le Camino francés du Pèlerinage de Saint-Jacques-de-Compostelle, le chemin vient soit de Villalval via Cardeñuela Riopico par la route, soit directement d'Atapuerca par une piste.
La prochaine halte est soit Villafría de Burgos dans le municipio de Burgos vers l'ouest, soit Castañares dans le même municipio de Burgos, vers le sud-ouest.

## Sources et références
- (es) Cet article est partiellement ou en totalité issu de l’article de Wikipédia en espagnol intitulé « Orbaneja Riopico » (voir la liste des auteurs).
- Grégoire, J.-Y. & Laborde-Balen, L. , « Le Chemin de Saint-Jacques en Espagne - De Saint-Jean-Pied-de-Port à Compostelle - Guide pratique du pèlerin », Rando Éditions, mars 2006,  (ISBN 2-84182-224-9)
- « Camino de Santiago St-Jean-Pied-de-Port - Santiago de Compostela », Michelin et Cie, Manufacture Française des Pneumatiques Michelin, Paris, 2009,  (ISBN 978-2-06-714805-5)
- « Le Chemin de Saint-Jacques Carte Routière », Junta de Castilla y León, Editorial Everest